# John M. Dillon
John Myles Dillon (/ˈdɪlən/, nascido 15 de setembro, 1939) é um irlandês classicista e filósofo que foi Professor Regius de Grego no Trinity College, Dublin entre 1980 e 2006. Antes disso, ele lecionou na Universidade da Califórnia, Berkeley. Ele foi eleito membro correspondente da Academia de Atenas em 2009. A área de pesquisa de Dillon está na história do platonismo, da antiga academia ao renascimento, e também no cristianismo primitivo. 

## Vida acadêmica
Entre as obras mais famosas de Dillon são suas traduções de Sobre os Mistérios dos Egípcios de Jâmblico, um livro definitivo sobre médio platonismo e neoplatonismo, e seu trabalho editorial na tradução de Stephen McKenna das Enéadas de Plotino. Com este último, ele continuou a mesma pesquisa que seu antecessor, A. H. Armstrong, no campo da filosofia neoplatônica. 
Dillon também é membro da Sociedade Internacional de Estudos Neoplatônicos e também é membro do Conselho Editorial da revista Dionysius. Seu primeiro romance, The Scent of Eucalyptus, foi publicado em 2007.